# سفارة الولايات المتحدة في لوكسمبورغ
سفارة الولايات المتحدة في لوكسمبورغ هي أرفع تمثيل دبلوماسي لدولة الولايات المتحدة لدى لوكسمبورغ. تقع السفارة في مدينة لوكسمبورغ وهي تهدف لتعزيز المصالح الأمريكية في لوكسمبورغ.

## وصلات خارجية
- الموقع الرسمي
- قائمة سفارات الولايات المتحدة
- قائمة السفارات في لوكسمبورغ